# أربعات
أربعات قرية في ولاية البحر الأحمر السودانية، وتبعد عن حاضرتها بورتسودان 20كلم شمالاً، قريبة من الساحل تبعد عنها جزيرة سنقنيب الصغرى 7 كم فقط. وأربعات هي التي تمد بورتسودان بالمياه بواسطة مياهها الطبيعية التي تنبع من عيون أربعات.

## منظمة الساحل العالمية البريطانية
منظمة الساحل العالمية البريطانية تعمل في تنمية الإنسان والحيوان والأرض من سنة 1994م وفي سنة 2002م عملت المنظمة جمعية لتنمية أربعات من أهالي المنطقة لتوحيد أربعات يعني توحيد كل القرى بالمنطقة وأصبحت المنظمة تدعم على حسب اقتراحات الجمعية خدمي أو زراعي على حسب طلب لجان القرى الخمسة عشر ورئيس الجمعية.
أما في مجال الزراعة أدخلت الجمعية جرارات زراعية ودساكي لحرث الأرض وزراعتها مسات كبيرة وجلبت أيضاً تقاوي محسنة لزراعة الخضر وبدأت التجارب لزراعة الذرة والدخن والمياه تتوزع على الخيران بدورات منظمة وتم بناء أحواض لتخزين المياه للشرب وأصبح المزارعون يسوقون نتجاتهم إلى الخرطوم يومياً بعد أن اكتفت بورتسودان تماماً.
تم توصيل شبكات مياه لمنطقة أربعات، وإنارة المدارس، وتأهيلها وبناء ميز للمعلمين وندوات تشجيع للتعليم وبناء القدرات وعمل برامج تثقيفية لتنمية المرأة وعمل كورسات للمرأة في مدرسة القابلات ببورتسودان وتم بناء مركز تقنية وتثقيفية في صحة الأمومة والطفولة وتوفير ماكينات خياطة بالمركز ومن هنا نتجت الخمات وزيادة الإنتاج وكل هذا العمل في منطقة تبعد عن مدينة بورتسودان 30 كم، وهذه الطفرة أتت بواسطة جمعية تنمية أربعات يدعمهم مدير منظمة «S.OS» السيد أوهاج إيماني.